# Diatto
Diatto est un constructeur italien d'automobiles créé en 1905 par les frères Pietro et Vittorio Diatto, spécialisé dans le segment des voitures de sport et de luxe.

## Histoire
Les origines de la société turinoise remontent aux années 1835 lorsque Guglielmo Diatto fonde son entreprise pour construire des carrosses. Grâce à son ancienneté, la société peut revendiquer d'avoir le statut du constructeur le plus ancien du monde et d'être un des précurseurs de l'automobile. L'ingénieux Guglielmo Diatto brevète en 1838 une « roue perfectionnée » dont le Musée National de l'Automobile de Turin conserve précieusement le brevet. La société Diatto est renommée « Ditta Ing. Diatto , Fonderie Officine Meccaniche Costruzioni in ferro » (Entreprise Ing. Diatto, Fonderie Ateliers Mécaniques Constructions en fer)  pour élargir son champ d'action et augmenter ses productions, en se spécialisant dans les wagons ferroviaires et les tramways lorsque la direction de la société est confiée aux ingénieurs Pietro et Vittorio Diatto, petits-enfants du fondateur.
La société Diatto devint rapidement un des principaux constructeurs de matériel ferroviaire et sera le fournisseur de nombreuses grandes compagnies de chemin de fer et de tramways, dont notamment la « Società per le Vie Ferrate del Mediterraneo », la « Società Nazionale di Ferrovie e Tramvie di Roma », la « Compagnie des wagons-lits » ainsi que la « Tramvia Elettrica Torino-Rivoli ».
Le succès de l'entreprise est surtout à attribuer au caractère de ses dirigeants, très perfectionnistes, pointilleux et exigeants[réf. nécessaire]. Les deux frères Diatto sont aussi des amateurs avertis dans le domaine automobile, et il semble que ce soit à cause d'une voiture dont ils ont fait l'acquisition qu'ils n'ont pas trouvé parfaite qu'ils se seraient décidés à créer leur propre marque automobile. À l'époque, la rumeur fait sensation en Italie lorsque l'on appris que les frères Diatto avaient acheté une automobile Ceirano qui ne leur avait pas donné entière satisfaction. Trainé en justice, le conte Ceirano fait reprendre la voiture et rembourse intégralement la somme payée ; mais le tribunal décide que ce type d'achat devait être couvert d'une garantie que tous les constructeurs voulant vendre leurs produits en Italie devraient fournir aux clients.

## Diatto italo-française
Les frères Diatto fondent leur marque automobile en 1905, en s'associant avec une société française ayant déjà fait ses preuves et connue en Italie, Clément-Bayard implantée à Levallois-Perret. Ainsi est créée la « Società Anonima Diatto – A. Clément vettura marca Torino » (Société Anonyme Diuatto - A. Clément voitures marque Turin) dont le siège est implanté à Turin. Le Président de la société est Adolphe Clément, le vice-Président l’ingénieur Vittorio Diatto, le Directeur Technique l’ingénieur Silvio Bertelà et les conseillers Basilio Poccardi, Paolo Cattaneo et Gian Battista Vercellone.
Le projet est très ambitieux : les ateliers couvrent pratiquement 6 500 m2, avec des équipements industriels identiques à ceux de la branche française, mais dans leur version plus moderne et plus perfectionnés. Dès l'ouverture de l'usine, plus de 500 ouvriers y travaillent. À titre de comparaison, Fiat à cette époque occupe 770 ouvriers.
L’organisation commerciale du nouveau constructeur est confiée à la société « Fabbre e Gagliardi », la même qui distribuait déjà les modèles de la luxueuse marque Itala.
La production débute avec une gamme de cinq modèles, dont le nom était composé du nombre de cylindres du moteur. Comme le voulaient les règles de l'époque, les constructeurs ne vendent que des châssis avec moteur, à charge pour les clients de faire réaliser la carrosserie de leur véhicule par des carrossiers spécialisés.
- 2 O., deux cylindres, 10 HP,
- 4 V.S., quatre cylindres, 14 HP
- 4 O.S., quatre cylindres, 18 HP
- 4 X., quatre cylindres, 25 HP
- 6 D.V., six cylindres, 35 HP

À partir de 1906, les voitures Diatto sont engagées dans les courses automobiles et remportent de nombreuses victoires : la Milan-San Rémo, la Coppa D'Oro, la Lugano-San Gottard, le Concours Herkomer en Allemagne. La voiture que conduisait Vittorio Diatto était une « 4C » avec un moteur de 3 700 cm3.
En 1907, Diatto remporte le prix de la moindre consommation moins de 10 litres aux 100 km. Les voitures Diatto remportent également la Coupe Internationale de Cannes et en 1910, la victoire sur le Circuit de Brooklands, ainsi qu'aux Six heures d'Essex en 1927. 
En 1908, la société Diatto sera la première au monde à installer un moteur essence sur une machine agricole.

## La société Diatto italienne

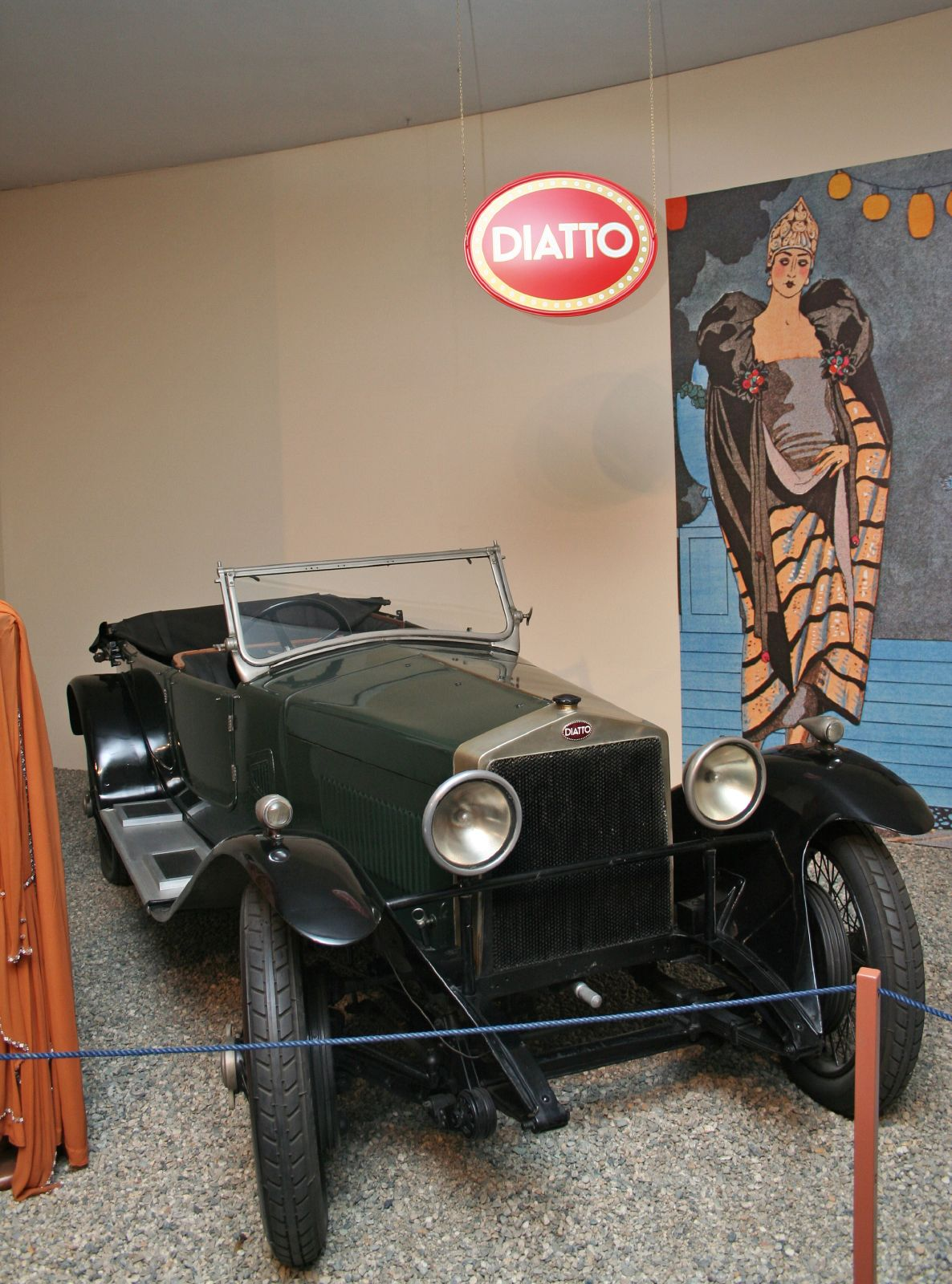
Une Diatto type 30.

En 1909, des problèmes personnels induiront Adolphe Clément à céder sa participation composée de 7 000 actions de la société italienne qui sera renommée « Diatto - Torino », et sera détenue intégralement par les Frères Diatto. La nouvelle société Diatto restera fournisseur officiel de la maison Royale italienne jusqu'en 1927.
Les modèles Diatto seront largement exportés à partir de 1910 aux quatre coins de la planète : tous les pays d'Europe, en Amérique du Nord et du Sud et même en Australie. La société connait une forte croissance et rachète des petits ateliers et des sociétés plus importantes, dont, en 1915, la société Gnome & Rhone, détentrice d'un brevet pour un moteur d'avion utilisé sur les chasseurs de l'armée. Une seconde usine sera construite où 1 500 ouvriers travailleront. La société Diatto est, à cette époque, le troisième groupe industriel du royaume d'Italie.
En 1915, Diatto entame une collaboration technico-commerciale avec Ettore Bugatti, qui avait créé sa propre entreprise en 1910, pour la fabrication du moteur d'avions 8 cylindres Diatto-Bugatti.
Pendant la première guerre mondiale, Diatto fabriquera des camions et des moteurs d'avion pour l'armée italienne et, comme pour tous les fournisseurs des armées, le payement décalé de toutes ces fournitures causera de graves soucis financiers.
En 1917, Diatto cède sa division ferroviaire à son concurrent italien Fiat qui donnera naissance à la société Fiat Ferroviaria.
En 1919, la production automobile reprend ainsi que la collaboration avec Bugatti, avec qui seront produits les modèles routiers Diatto-Bugatti Tipo 23 et Tipo 30  mais aussi des voitures de course Diatto-Bugatti, qui remporteront dans les années 1920, la course Parma-Poggio di Berceto, le G.P. Gentleman de Brescia, Susa-Moncenisio et Aosta-Gran San Bernardo. 
En 1922, le jeune Alfieri Maserati est engagé comme pilote officiel et directeur de l'équipe courses Diatto. Il concevra alors le moteur 8 cylindres de 2 000 cm3 avec compresseur, avec lequel il remporte de nombreuses courses sous les couleurs Diatto. 
Dans les années 1920, les voitures Diatto sont très appréciées et recherchées dans toute l'Europe surtout en Grand Bretagne après que la revue The Motor Autojournal ait publié en février 1923 un essai complet de la Diatto 25 HP et l'ait comparée à la nouvelle Bentley 3 litres, en lui attribuant même quelques avantages.
Quand Diatto décide, en 1926, d'arrêter son département courses et de ne plus soutenir son équipe courses, Maserati obtient une dizaine de châssis Diatto 30 Sport, avec boîte de vitesses et plusieurs éléments mécaniques. C'est grâce à cet important bagage technique et sportif hérité de Diatto et aux aides financières du marquis Diego de Sterlich, lui-même ancien pilote Diatto, que Maserati créera la marque au Trident qui porte son nom et transformera les Diatto G.P. 8C compresseur, pour en faire les premières Maserati Tipo 26.
Lorsque Diatto quitta la course automobile, la marque avait établi un palmarès de plus de 300 victoires, avec des pilotes tels Nuvolari, Maserati, de Sterlich, Materassi, Meregalli, Gamboni, Aymini, et Brilli Peri. Les voitures Diatto ont participé à de nombreux Grand Prix durant les années 1920 (GP d'Europe, de Barcelone, de Suède, de Suisse, d'Italie -à Monza-), ainsi qu'à la course Tunis-Tripoli.

Victoires absolues notables:

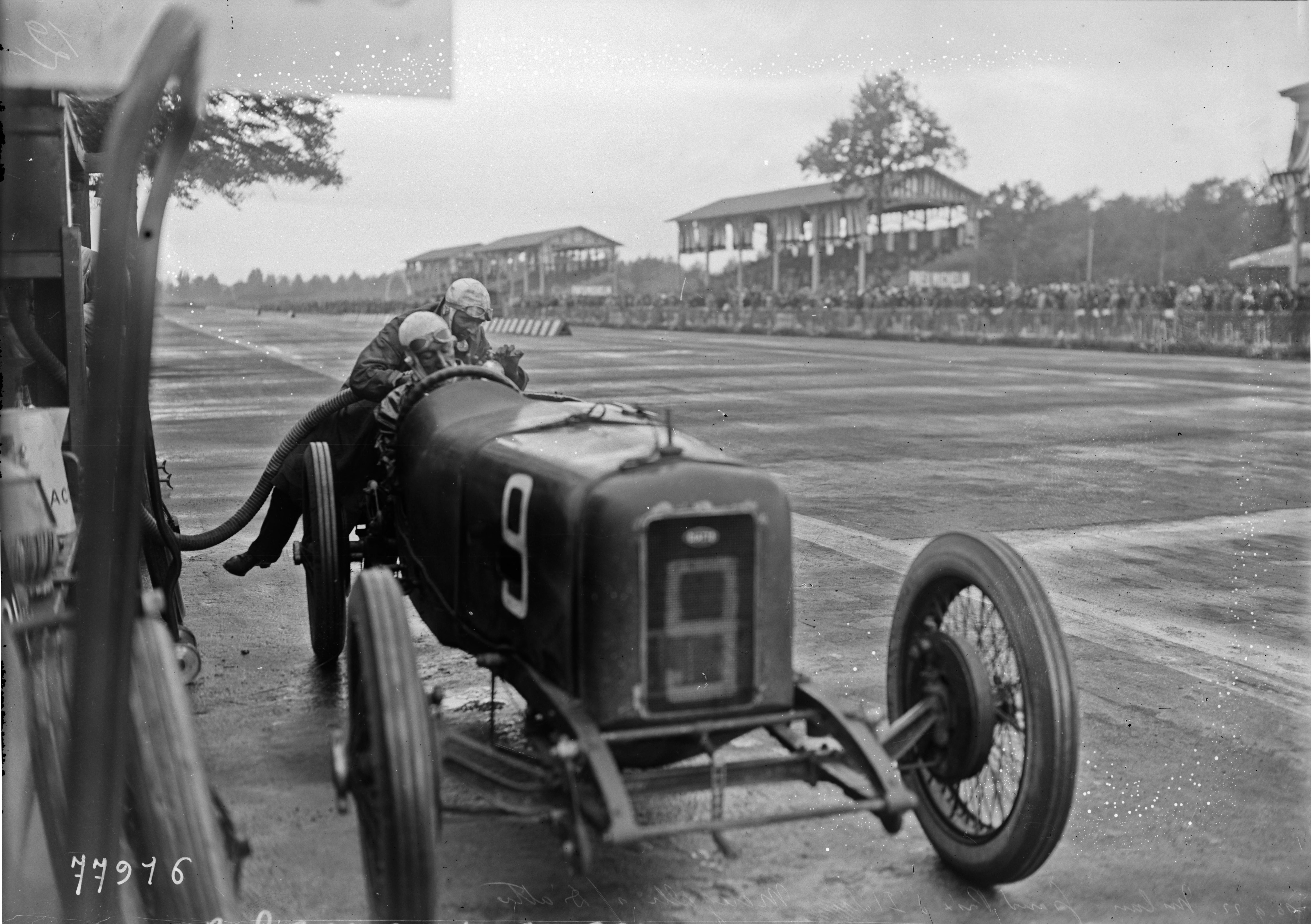
Guido Meregalli sur Tipo 20 au GP d'Italie 1922 (abandon).

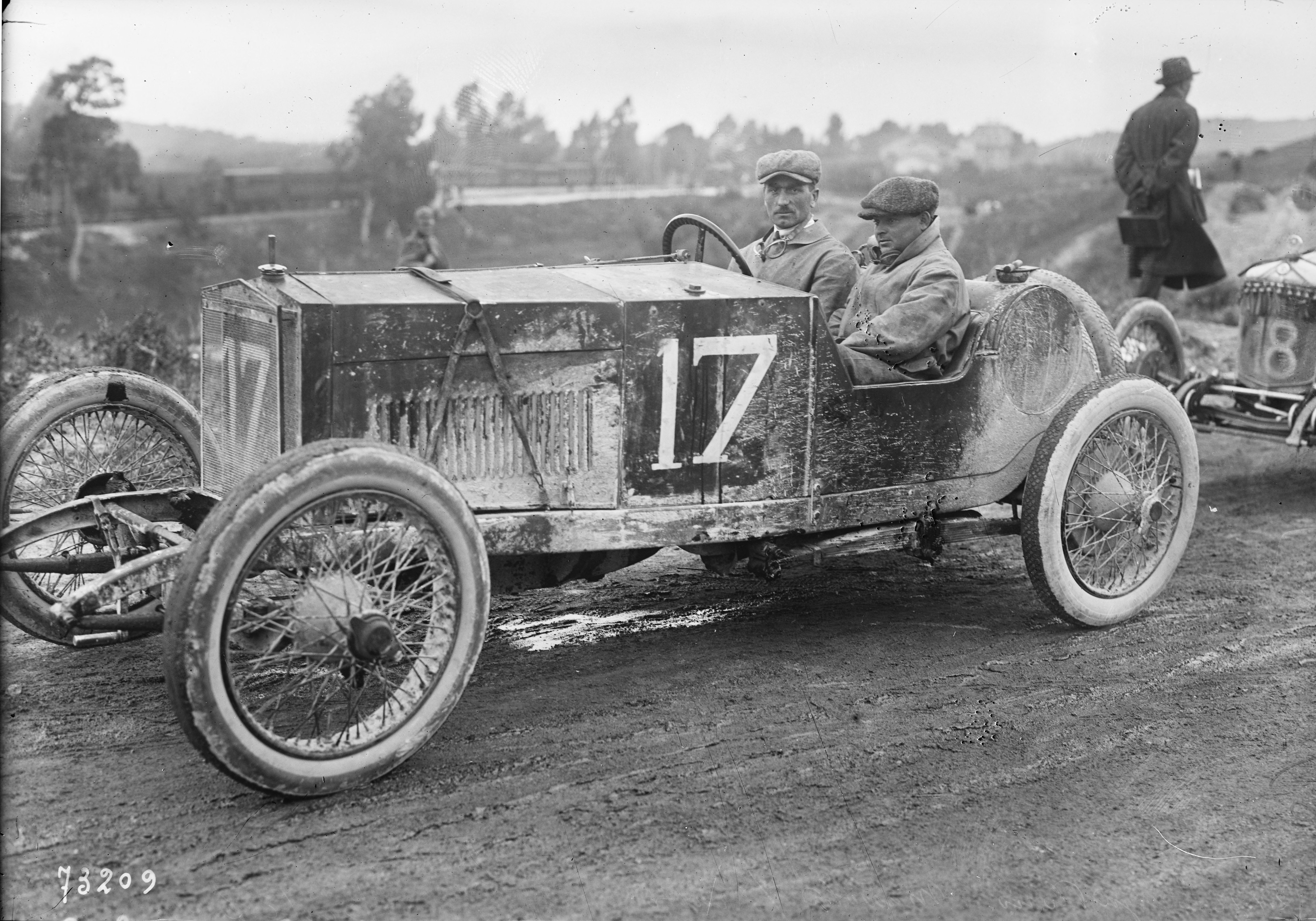
Carlo Massola à la Targa Florio la même année sur la 20 (abandon).

- Sprint de Bologne 1906 (Felice Buzio, sur Diatto-Clément)[2];
- Herkomer Konkurrenz 1906 (Diatto-Clément, sur le trajet Frankfort-Innsbruk de 1 800 km)[réf. souhaitée];
- Lugano-San Gottardo 1906 (Diatto-Clément - 7 heures à travers les Alpes)[3];
- Coupe d'Or d'Italie 1906 (Diatto-Clément - 4 000 km);
- Coupe de Cannes 1907 (Diatto-Clément);
- Saint-Petersbourg-Moscou 1908 (Diatto-Clément -700 km);
- Le Mile de Modène 1909;
- Parma-Poggio di Berceto 1913;
- Coupe Rebassada de Barcelone 1913;
- Coupe de Tourisme 1914 (France, épreuve de régularité sur 3 120 km);
- Milan-SanRemo 1914 (épreuve de régularité);
- 2e du Circuito di Mugello 1920 (Augusto Tarabusi) et 1921 (Enzo Ferrari) (sur 4DC);
- Côte Biella-Oropa 1921 (Gamboni, sur 4DS)[4];
- Criterum di Roma (côte Frascati-Rocca di Papa) 1921 (Gamboni, sur 25 hp);
- Circuito del Garda 1922, 1923 et 1924 (Meregalli, sur 20S);
- Côte Bologna-Rocca di Roffeno 1923 (Maserati, sur 20S);
- Côte Susa-Moncenisio 1923 (Maserati, sur 6L. Hispano);
- Côte Aosta-Gran San Bernardo 1923 (Maserati, sur 6L. Hispano);
- Coppa della Collina Pistoiese 1923 (côte par Brilli-Peri, sur 3L.);
- Côte Susa-Moncenisio1925 (de Sterlich, sur 3L.);
- Côte Trieste-Opicina 1927 (Franchetti, sur 2600);
- Coppa della Collina Pistoiese 1931 (Bernardini);
- Côte Vittorio Veneto-Cansiglio 1933 (Comirato).

En 1932, alors que Diatto n'avait encore pas encaissé tous les règlements des différentes fournitures militaires pour les armées italiennes et étrangères, et après avoir produit environ 8 500 véhicules, la société est rachetée et se limite à fabriquer uniquement des pièces de rechange pour les voitures en circulation, au titre des garanties obligatoires. Toutes les activités de la société Diatto ont cessé en 1955.

## Diatto de nos jours
Au Salon automobile de Genève, en mars 2007, trônait une Diatto « OttoVù » fabriquée à 2 exemplaires  dont la carrosserie était signée Zagato, qui avait commencé une collaboration avec Diatto depuis 1922.